# میهم سفلی
میهم سفلی، روستایی از توابع بخش چهاردولی شهرستان قروه در استان کردستان ایران است. طبق سرشماری عمومی نفوس و مسکن ۱۳۹۰ جمعیت این روستا۴۰۰۰ نفر (در ۷۵۰ خانوار) بوده‌است.